# 瑞貝卡·皮特森

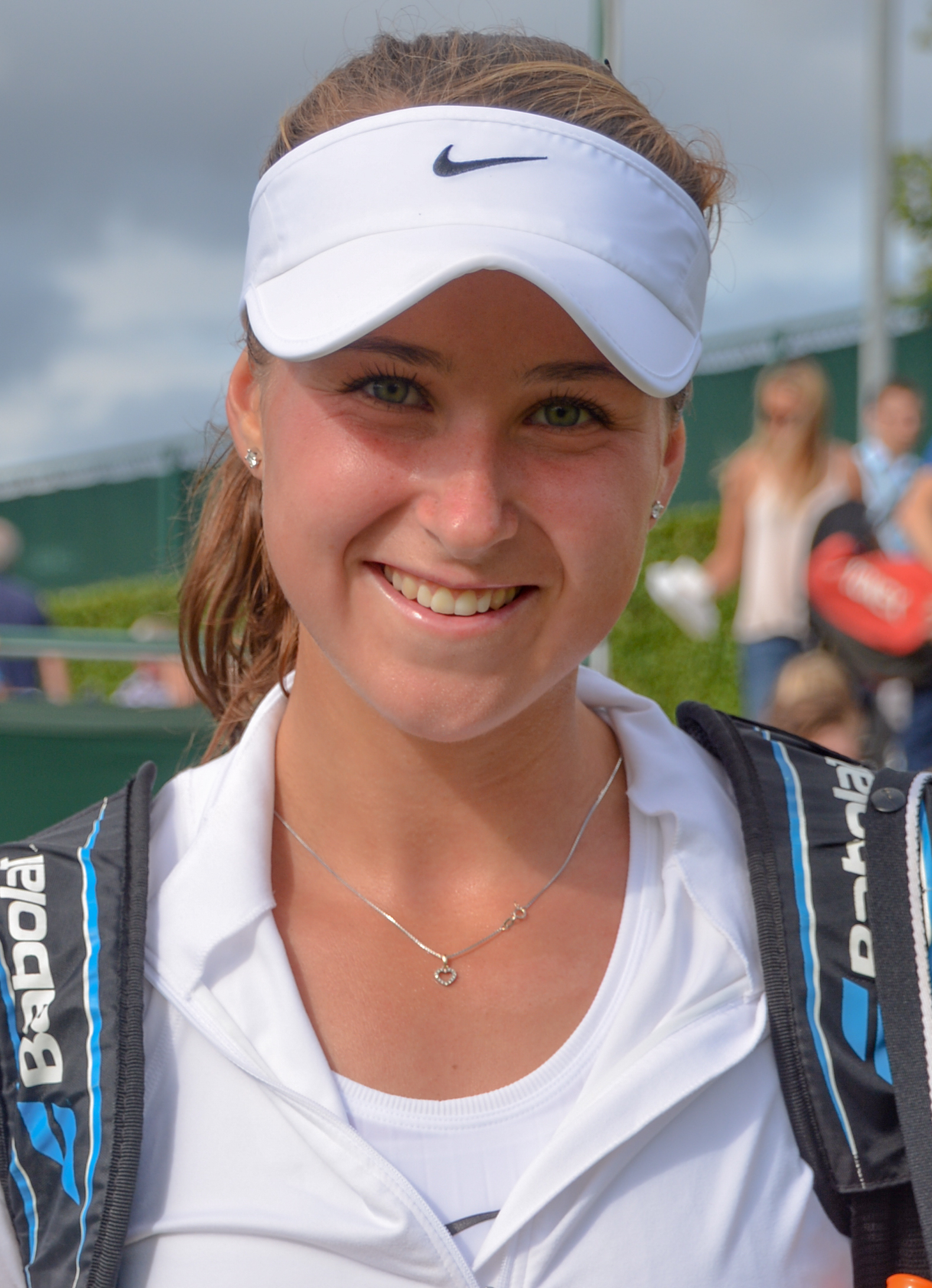
2016年瑞貝卡·皮特森

瑞貝卡·皮特森（英語：Rebecca Peterson，1995年8月6日—）是瑞典职业网球女运动员，她拥有爱沙尼亚血统，她于2017年成为职业球员。她的WTA生涯最高單打排名為第52（2018年10月22日）。

## 外部連結
- 瑞貝卡·皮特森的国际女子网球协会官方資料（英文）
- 瑞貝卡·皮特森的國際網球總會 職業／青少年 官方資料（英文）